# Ludwig Goldstein
Ludwig Goldstein, eigentlich Louis Goldstein (* 10. November 1867 in Königsberg; † 1943 ebenda) war ein deutscher Kunsthistoriker und Journalist.

## Leben
Goldstein, Sohn des Schneidermeisters Bernhard Goldstein und der zum Judentum übergetretenen Marie Retty, studierte Germanistik, Kunstgeschichte und Indologie an der Albertus-Universität Königsberg und promovierte nach Ableistung des Wehrdienstes mit einer Arbeit über Moses Mendelssohn 1896 zum Dr. phil. 1899 wurde er Mitarbeiter im Feuilleton und Lokalteil der Hartungschen Zeitung. Über 27 Jahre, von 1906 bis 1933, war er Feuilletonchef der reichsweit angesehenen Zeitung, die nach der Regierungsübernahme der Nationalsozialisten wegen der veränderten politischen Verhältnisse eingestellt wurde. Überregional bekannt wurde Ludwig Goldstein durch sein entschiedenes Eintreten gegen die Zensur, als 1910 eine Aufführung des Theaterstücks Frühlings Erwachen von Frank Wedekind verboten wurde.
1901 befand sich Ludwig Goldstein unter den Gründern des Königsberger Goethe-Bundes, dem bereits im ersten Jahr seines Bestehens über tausend Bürger beitraten. Von 1906 bis 1929 war Ludwig Goldstein Vorsitzender des Goethe-Bundes und förderte in dieser Stellung sowohl das Verständnis für die literarische und künstlerische Moderne als auch auf zahlreichen Exkursionen das allgemeine Interesse an Baudenkmälern und die in ihnen verkörperte Regionalgeschichte. Da der Antisemitismus in Königsberg sehr stark vertreten war, wurde Goldstein schon 1929 aus dieser Position gedrängt. Kurz nach der Machtergreifung der Nationalsozialisten entzog die Hartungsche Zeitung im März 1933 ihrem ehemaligen Chefredakteur alle journalistischen Aufträge, da er von den neuen Machthabern zum „Halbjuden“ erklärt wurde, trotz seiner Konfessionslosigkeit. Er musste sich aus finanziellen Gründen von der Mitgliedschaft in der Goethe-Gesellschaft in Weimar zurückziehen, zu deren wichtigstem Mitglied in Königsberg er zählte. Doch verlieh ihm die Gesellschaft eine „Patenschaft“, so dass er als Mitglied bleiben durfte; er wurde 1939 ausgeschlossen, obwohl dies im Fall von „Halbjuden“ nicht vorgeschrieben war.
1934 veröffentlichte Goldstein ein autobiographisches Buch unter dem Titel Ein Menschenleben. Seine letzten Lebensjahre verbrachte Ludwig Goldstein zurückgezogen in Königsberg. Danach verfasste er unter dem Titel Heimatgebunden während des Nationalsozialismus einen Bericht über sein Leben und über die Erlebnisse in der NS-Zeit in Königsberg, der nicht zur Veröffentlichung bestimmt war. Dieser Bericht gehört zu den wenigen noch existierenden Quellen, die von der Verfolgung der Königsberger Juden über die Zeit von etwa 1936 bis 1940 Kenntnis geben, und wurde erst 2015 veröffentlicht. Unter dem Eindruck der Judenverfolgung wandten sich viele frühere Freunde von Goldstein ab; vor der Deportation in den Tod bewahrte ihn die Ehe mit seiner nichtjüdischen Frau Wilhelmine Luise Goldman, die er 1905 in Königsberg geheiratet hatte. Als Todesdatum wird meist 1943 angegeben. Ein Zeitgenosse datiert Goldsteins Tod jedoch erst auf den 12. Juli 1944.

## Werke (Auswahl)
- Moses Mendelssohn und die deutsche Ästhetik. Königsberg 1904. Google Books
- Festblatt der Hartungschen Zeitung. Königsberg 1924.
- Das neue Schauspielhaus Königsberg Pr. Königsberg 1927.
- Paul Wegener. Königsberg 1928.
- Hundert Jahre Börsenhalle Königsberg. Königsberg 1930.
- Ein Menschenleben – Ein- und Ausfälle eines Zeitungsschreibers. Privatdruck, Ludwig Goldstein Jensenstrasse 7, Königsberg 1934. (Digitalisat)
- Heimatgebunden – aus dem Leben eines alten Königsbergers. Hrsg. Monika Boes, NORA, Berlin 2015, ISBN 978-3-86557-367-4. Das Manuskript war bis 2015 unveröffentlicht im Archiv der Stiftung Preußischer Kulturbesitz verborgen.